# Future Breeze
Future Breeze to niemiecki zespół stworzony przez Markusa Boehme oraz Martina Hensinga. 
Zdobyli międzynarodową sławę wydając single Why Don't You Dance With Me i Keep The Fire Burnin'  oraz remiksując utwór Encore Une Fois wydany przez Sash!.

## Dyskografia
- 1995: House
- 1995: Read my Lips
- 1996: Why don´t you dance with me
- 1997: Keep the fire burnin´
- 1997: Why (album)
- 1997: How Much Can You Take
- 1998: Another Day
- 1999: Cruel World
- 2000: Smile
- 2001: Mind In Motion
- 2001: Temple Of Dreams
- 2002: Ocean Of Eternity
- 2002: Heaven Above
- 2004: Out of the Blue
- 2009: Adagio for Strings
- 2009: Fade to Grey
- 2010: Why Don't You Dance With Me 2010
- 2012: Animal